# Ottilie Bercht
Ottilie Marie Bercht, geb. Ruppel, (* 10. September 1856 in Hamburg; † 3. Mai 1913 in Dresden) war eine deutsche Schriftstellerin.

## Leben
Sie kam als Tochter des Dresdner Kaufmanns Anton Maximilian Ruppel in Hamburg zur Welt. Als sie sieben Jahre alt war, verstarb ihr Vater. Zusammen mit ihrer Mutter zog Ruppel nach Dresden, wo sie das Königliche Konservatorium besuchte und sich als Pianistin und Lehrerin ausbilden ließ. Sie heiratete den Pianisten Bercht, der später Leiter der Opernschule des Konservatoriums wurde, und studierte bei Eduard E. Mann Gesang. Sie trat als Konzert- und Oratoriensängerin auf und unterrichtete Schüler in Klavier und Gesang. Als eine Erkrankung ihre Gesangslaufbahn abrupt beendete, wandte sie sich dem Schreiben zu. Ihre erste Erzählung erschien 1909 unter dem Titel Der Hungerprotz. Bercht schrieb auch Schwänke und Lustspiele.

## Werke (Auswahl)
- Der Hungerprotz. Erzählung. Eichler, Dresden 1913.
- Chrysaliden. Novelle. 1910.[1]
- Mit eiserner Faust. Roman. Weber, Heilbronn 1910.
- Die Appelkiste. Schwank. 1911.[2]
- Andre Götter. Lustspiel. Kritik, Frankfurt am Main 1911.